# Gennadij Olonkin
Gennadij Nikititj Olonkin (russisk: Геннадий Никитич Олонкин) (født 1898 i Arkhangelsk oblast, Det Russiske Kejserrige, død 1960 i Tromsø, Norge) var en russisk-norsk polarforsker og radiooperatør.
Olonkin var den eneste søn blandt tolv børn af en norsk mor og en russisk far.
Fra 1918 til 1925 var han radiooperatør og mekaniker på det polare skib "Maud", hvor skibsfører var Roald Amundsen. I 1926 blev han hædret som Ridder af St. Olavs Orden. Olonkin opnåede norsk statsborgerskab og arbejdede på Norges meteorologiske institut. Han tjente på Jan Mayen i årene 1928-1929, 1930-1931, 1933-1934 og 1935-1936. Fra 1958 arbejdede han i forbindelse med en udvidelse af LORAN-stationen (NATO) på Jan Mayen.
Gennadij Olonkin var gift og havde en søn og to døtre. Olonkinbyen og Kapp Olonkin ved Jan Mayen er opkaldt efter ham.
- Gennadij Olonkin, nummer tre fra venstre, med Oscar Wisting
- Polarskibet «Maud» i 1918
- Olonkinbyen på Jan Mayen i august